# Nath Braga
Nathália Braga Pereira da Silva (São João de Meriti, 20 de março de 1997), mais conhecida como Nath Braga, é jornalista, youtuber, criadora de conteúdo, conhecida por abordar temas como etnia, gênero, sexualidade e educação. É repórter no The Intercept Brasil, co-fundadora do coletivo Influência Negra e vencedora do Troféu Mulher Imprensa em 2021. É graduada em Comunicação Social pela Universidade Federal do Rio de Janeiro.
Recorrentemente é evidenciada pela mídia especializada como uma influenciadora negra em destaque. Em 2020, foi apontada pela Mídia Ninja como uma das vozes ativas na construção de narrativas antirracistas, e elencou, em 2022, a lista "Top Voices Next Gen", do Linkedin.
É produtora do documentário "Olhares Cruzados", premiado como destaque  publicitário pelo Prêmio Sim à Igualdade Racial 2021, e foi apresentadora do podcast Influência Negra, reconhecido pelo Youpix como um dos "YOUPIX Builders" em 2020.
Dirigiu e apresentou o documentário "Infância em Caixa", com lançamento previsto para 2023, no qual aborda a exploração publicitária de crianças influenciadoras.

## Biografia
Nascida e criada em São João de Meriti, município da Região Metropolitana do Rio de Janeiro, Nath cursou o ensino fundamental em uma escola particular de seu bairro e, sequencialmente, o ensino médio-técnico no Instituto Federal do Rio de Janeiro, onde de forma lúdica estreitou sua relação com a criação de conteúdo. Nesse período costumava gravar cenas do seu dia-a-dia e depois editava o conteúdo para lançar um vídeo especial no período de férias.
Foi uma das primeiras pessoas de sua família ingressar no ensino superior, tendo transitado entre a PUC e a Universidade Federal do Rio de Janeiro, nessa onde graduou-se em Comunicação Social.
No período acadêmico dedicou-se a produzir trabalhos onde a cultura negra é colocada em evidência. Foi atriz e locutora do curta-metragem "Preta, eu sei", produzido em 2016, no qual foram abordadas as vivências e lembranças comuns às mulheres negras brasileiras, e também escreveu uma reportagem experimental sobre questões raciais envolvendo o trabalho das empregadas domésticas.
Em 2017 integrou a turma do ProLíder, projeto de formação de novos líderes do Instituto Four, e já no ano seguinte Nath teve suas primeiras experiências profissionais como repórter, enquanto paralelamente desenvolveu sua carreira como criadora de conteúdo. Já no início da década de 2020 conquistou reconhecimento nacional em ambos os segmentos.

## Carreira como jornalista
Em 2017, enquanto ainda cursava o ensino superior e antes de iniciar profissionalmente sua carreira como jornalista, recorrentemente publicava artigos, baseados em suas experiências de vida, no Medium. No ano seguinte, entrou no mercado como repórter do canal MultiRio, cobrindo iniciativas da rede municipal de educação no Rio de Janeiro.
Em 2019, foi uma entre os 30 selecionados, dentre os milhares de inscritos, para participar do 1ª Jornada Galápagos de Jornalismo, curso de imersão onde recebeu treinamento de jornalistas como André Petry, Caco Barcellos, Elio Gaspari, Mônica Bergamo, Walcyr Carrasco, entre outros.
Naquele mesmo ano, começou a escrever artigos no The Intercept Brasil, e logo também atuou como locutora de algumas reportagens do veículo.
Já em meio ao lockdown ocasionado pela pandemia nacional, Nath passou a apresentar o "Resumo da Semana", um boletim informativo, em formato de vídeo, publicado nas redes sociais do Intercept. Ainda no período de distanciamento social, atuou também na série de reportagens ‘Justiça Ilegal’, que tinha como tema o encarceramento de mães em uma das fases mais críticas da pandemia ocasionada pela COVID-19.
Através do seu trabalho no The Intercept foi indicada à categoria "jornalista na editoria diversidade" da 15ª edição do “Troféu Mulher Imprensa”, realizado em 2021. Venceu a premiação obtendo 45,81% dos votos destinados à categoria.
Em 2021, junto de outros 17 jornalistas mundiais, contribuiu com a criação do conteúdo do e-book "Nueva narrativa latinoamericana sobre drogas", publicado pelas fundações internacionais Gabo e Open Society, no qual são aprofundados, histórias e ângulos científicos, econômicos, sociais e culturais que cercam a produção, o consumo e as políticas de drogas.

## Carreira como influencer e criadora de conteúdo
Em 2010, Nath Braga criou um canal homônimo no YouTube, e passou a produzir e publicar conteúdos sobre os mais variados temas do cotidiano. Além dos vídeos recorrentes, produziu webséries nas quais buscou dar voz a mulheres negras, como "Autocuidado", de 2017, e "Duafe", essa publicada semanalmente durante julho de 2018, na qual apresentou quatro brasileiras negras e suas reflexões sobre empreendedorismo, maternidade, autoestima, dentre outros assuntos.
Com o passar do anos passou a ser evidenciada, por parte da mídia da especializada em cultura negra, como uma influenciadora em destaque.
Em 2021, foi uma das selecionadas para o YouPix Creators Boost Diversidade e em 2022 conquistou notoriedade no Linkedin, quando integrou a lista "Top Voices Next Gen", na qual foram apresentados 10 criadores de conteúdos relevantes para acompanhar e entender o olhar das novas gerações sobre o trabalho.
Também em 2022, foi contemplada internacionalmente pelo Fundo Vozes Negras do YouTube e nacionalmente pelo Programa de Aceleração de Creators do LinkedIn, quando passou a receber suporte dedicado das plataformas e obteve acesso à programas imersivos, treinamentos com especialistas, ferramentas e recursos financeiros para investir na expansão de seus projetos em ambas as comunidades virtuais.
Ainda em 2022, Nath Braga palestrou no TEDx Rua Da Matriz, organizado por jovens periféricos da Baixada Fluminense do Rio de Janeiro, abordando o tema: ‘Seu corpo não aguenta mais notícias ruins’, falando sobre como as notícias impactam o corpo e saúde mental.

## Fundações
Além do seu canal no YouTube, em 2018, e ao lado de outros influenciadores negros, fundou o coletivo Influência Negra, plataforma criada com intuito de potencializar a visibilidade de pessoas negras na internet, e que ganhou destaque ao se posicionar contra uma campanha promovida pela Colgate na qual trazia um time de embaixadores majoritariamente brancos. Através do coletivo foi produtora do documentário "Olhares Cruzados", desenvolvido totalmente por pessoas negras, como fruto de uma parceria com a Dove e a Refinery29. Foi também apresentadora e diretora de áudio do podcast do coletivo, no qual abordava assuntos comuns entre a juventude negra.

## Prêmios
| Ano  | Prêmio                 | Categoria                          | Resultado | Ref    |
| ---- | ---------------------- | ---------------------------------- | --------- | ------ |
| 2021 | Troféu Mulher Imprensa | Jornalista na editoria diversidade | Venceu    | [ 41 ] |